# Quake (computerspelserie)
Quake is een computerspelserie van first-person shooters ontwikkeld door id Software en Raven Software, en uitgegeven door Activision en Bethesda Softworks.

## Serie
De Quake-serie is opmerkelijk in de zin dat de afzonderlijke delen sterk van elkaar verschillen. Zo heeft de verhaallijn in Quake II niets te maken met het eerste deel. Dit komt voornamelijk omdat Quake II bedoeld was als aparte franchise. Quake III Arena heeft ook weinig te maken met zijn voorgangers, maar speelt zich wel af in hetzelfde universum als Quake II en Quake 4. Het multiplayer-gedeelte van Quake III Arena werd verkozen boven de verhaallijn.
Een van de weinig verbindende elementen in de eerste drie delen was het runevormige Quake-logo voor 'vierdubbele schade', die wapens en aanvallen meerdere malen krachtiger maakte voor korte duur. In de eerste drie titels pionierde id Software zijn game engine, voordat het later in licentie werd uitgegeven.

## Spellen in de reeks
- Quake (1996)
- Quake II (1997)
- Quake III Arena (1999)
- Quake 4 (2005)
- Quake Live (2010)
- Quake Champions (2017)